# Лядці
Лядці (біл. Лядцы) — селище в Терюській сільській раді Гомельського району Гомельської області Республіки Білорусь.

## Географія

### Розташування
За 2 км від залізничної станції Кравцовка (на лінії Гомель — Чернігів), 36 км на південь від Гомеля. Поруч державний кордон із Україною.

## Гідрографія
Річка Немильня (притока річки Сож).

## Транспортна мережа
Транспортні зв'язки степовою, потім автомобільною дорогою Терехівка — Гомель. Планування складається з короткої прямолінійної вулиці, яка орієнтована з південного сходу на північний захід і забудована дерев'яними будинками садибного типу.

## Історія
Засноване на початку 1920-х років переселенцями із сусідніх сіл на колишніх поміщицьких землях. 1931 року жителі вступили до колгоспу. Під час німецько-радянської війни у вересні 1943 року німецькі окупанти спалили 31 двір. 4 мешканці загинули на фронті. У 1959 році у складі радгоспу «Соціалізм» (центр — село Терюха).

## Населення

### Чисельність
- 2009 — 4 мешканців.